# Can Xerrac (Mataró)
Can Xerrac és una masia de Mataró (Maresme) protegida com a bé cultural d'interès local.

## Descripció
Masia de planta baixa i pis amb annex lateral i posterior. Coberta d'una sola pendent.
La façana principal presenta un portal amb arc escarser de totxo sardinell i dues finestres laterals en planta baixa. Al primer pis tres finestres seguint el ritme de les obertures de planta baixa i una fornícula.